# Słuszków
Słuszków est une localité polonaise, siège de la gmina de Mycielin, située dans le powiat de Kalisz en voïvodie de Grande-Pologne.